# 陈刚 (1963年)
陈刚（1963年4月—），男，上海人，中华人民共和国政治人物，曾任南京市人民政府副市长，江苏省体育局局长。

## 生平
1983年7月，毕业于安庆师范学院（现安庆师范大学）数学系。1988年加入中国共产党。1989年至1994年，在浙江大学应用数学系硕士研究生、博士研究生学习。历任安庆师范学院数学系教师，浙江大学应用数学系副教授、教授。
1999年9月，任宁波市科技园区管委会副主任。2001年12月，任宁波市政府信息化办公室主任（副厅级）。2005年6月，任宁波市信息产业局局长。
2006年5月，任南京市人民政府副市长。2014年9月，任江苏省体育局局长、党组书记。
2019年7月19日，中纪委网站宣布陈刚涉嫌严重违纪违法，正在接受纪律审查和监察调查。